# Tombe de Nebamon
La tombe de Nebamon de la XVIIIe dynastie était située dans la nécropole thébaine située sur la rive ouest du Nil à Thèbes (aujourd'hui Louxor), en Égypte. La tombe a été à l'origine d'un certain nombre de scènes de tombes décorées célèbres qui sont actuellement exposées au British Museum de Londres.
Nebamon (vers 1350 avant notre ère) était un scribe officiel et un tenancier de comptoir à grains de rang moyen au complexe du temple de Thèbes. Son tombeau a été découvert en 1820 par un jeune Grec, Giovanni ("Yanni") d'Athanasi, qui agissait en tant qu'agent pour Henry Salt, le consul général britannique. 
Les murs plâtrés du tombeau étaient richement et habilement décorés de fresques animées, représentant des vues idéalisées de la vie et des activités de Nebamon. D'Athanasi et ses ouvriers ont littéralement piraté les pièces qu'il voulait avec des couteaux, des scies et des pinces. Salt a vendu ces œuvres au British Museum en 1821, bien que certains autres fragments se soient retrouvés à Berlin et peut-être au Caire. D'Athanasi est décédé plus tard dans la pauvreté sans jamais révéler l'emplacement exact de la tombe Les peintures les plus connues de la tombe comprennent la chasse aux oiseaux de Nebamon dans les marais, les danseuses lors d'un banquet et un étang dans un jardin. En 2009, le British Museum a ouvert une nouvelle galerie dédiée à l'exposition des onze fragments de murs restaurés de la tombe. Ils ont été décrits comme les plus grands tableaux de l'Égypte ancienne à avoir survécu et comme l'un des plus grands trésors du musée ,. 
Diverses scènes des peintures ont été utilisées par des artistes à une époque plus moderne. Lawrence Alma-Tadema a incorporé une scène de troupeau d'oies pour une décoration murale représentée dans son Joseph, le surveillant du grenier à pharaons (1874), et Paul Gauguin a utilisé une partie d'une scène de banquet comme plan de composition dans son Ta Matete (1892).

## Galerie

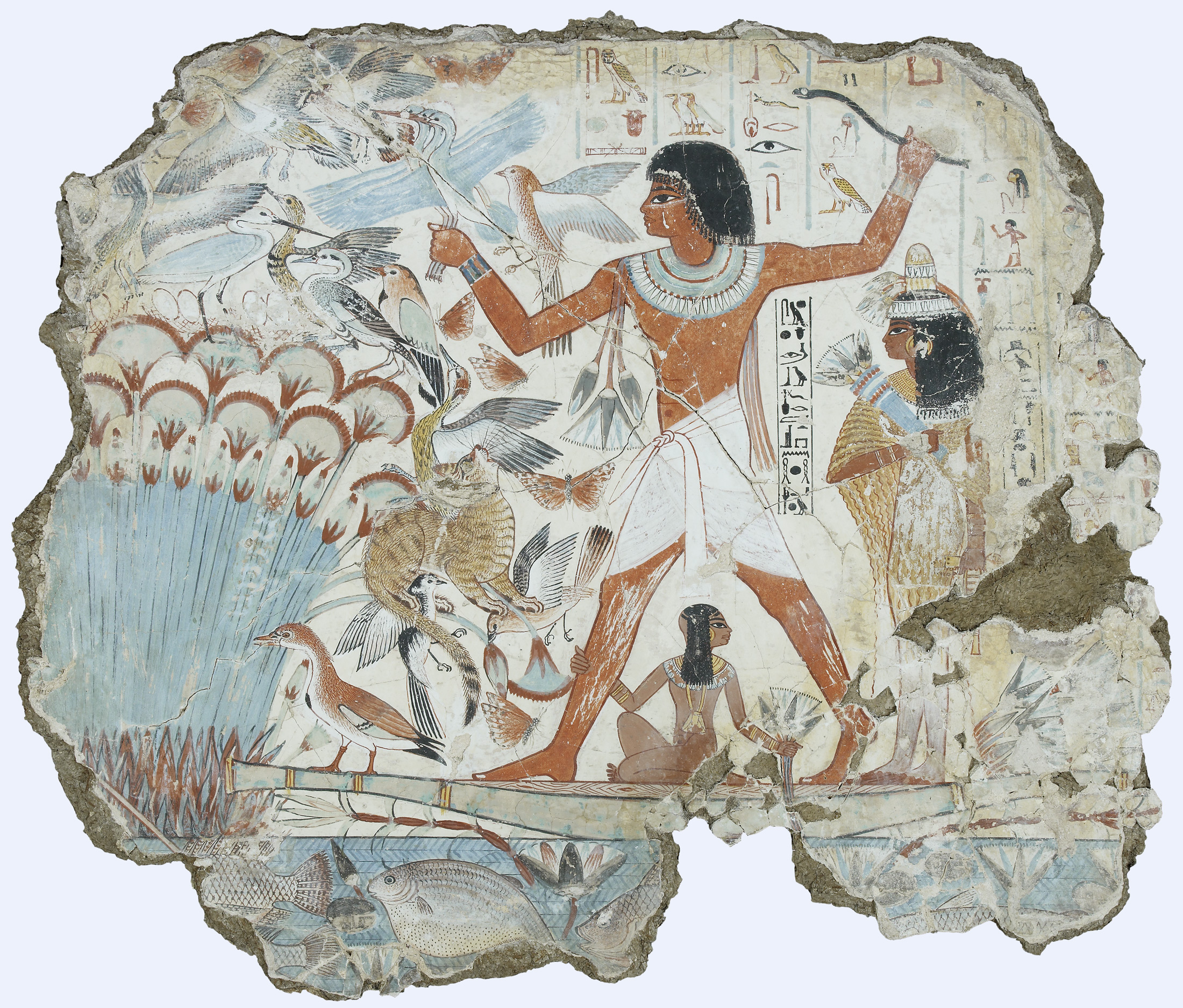
Scène de chasse dans les marais
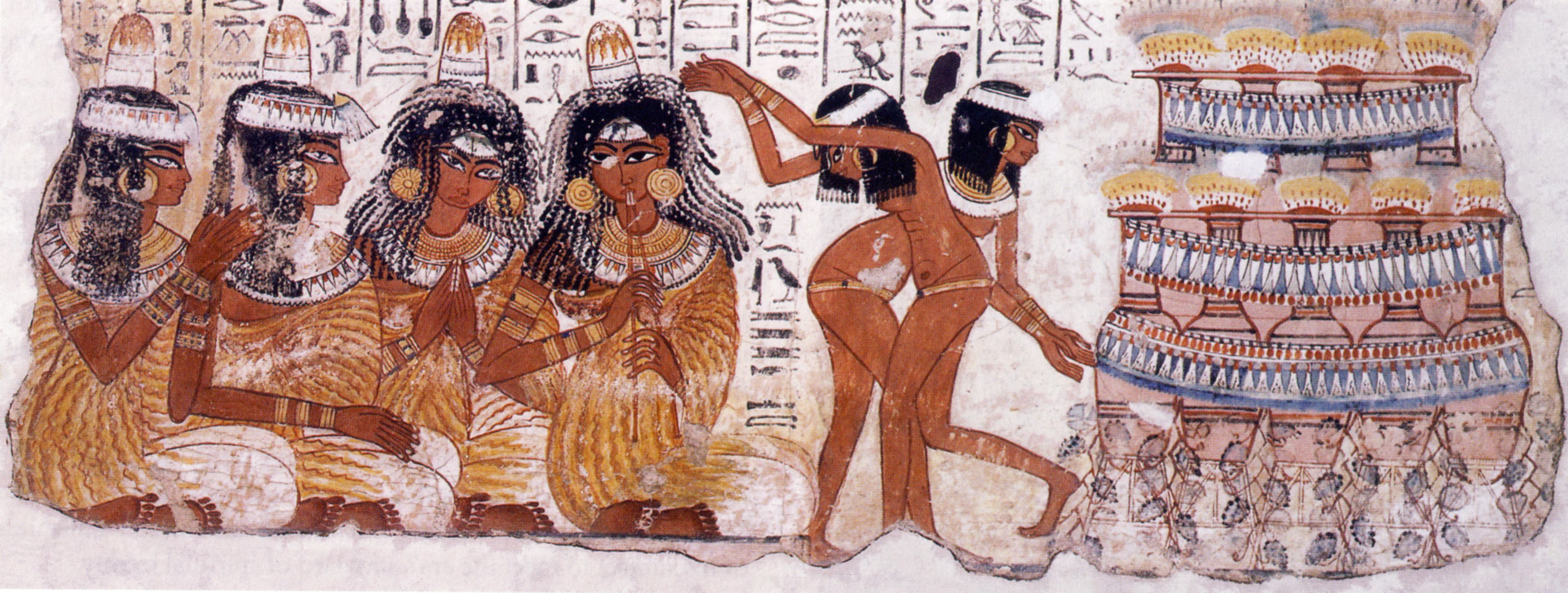
Danseurs et musiciens
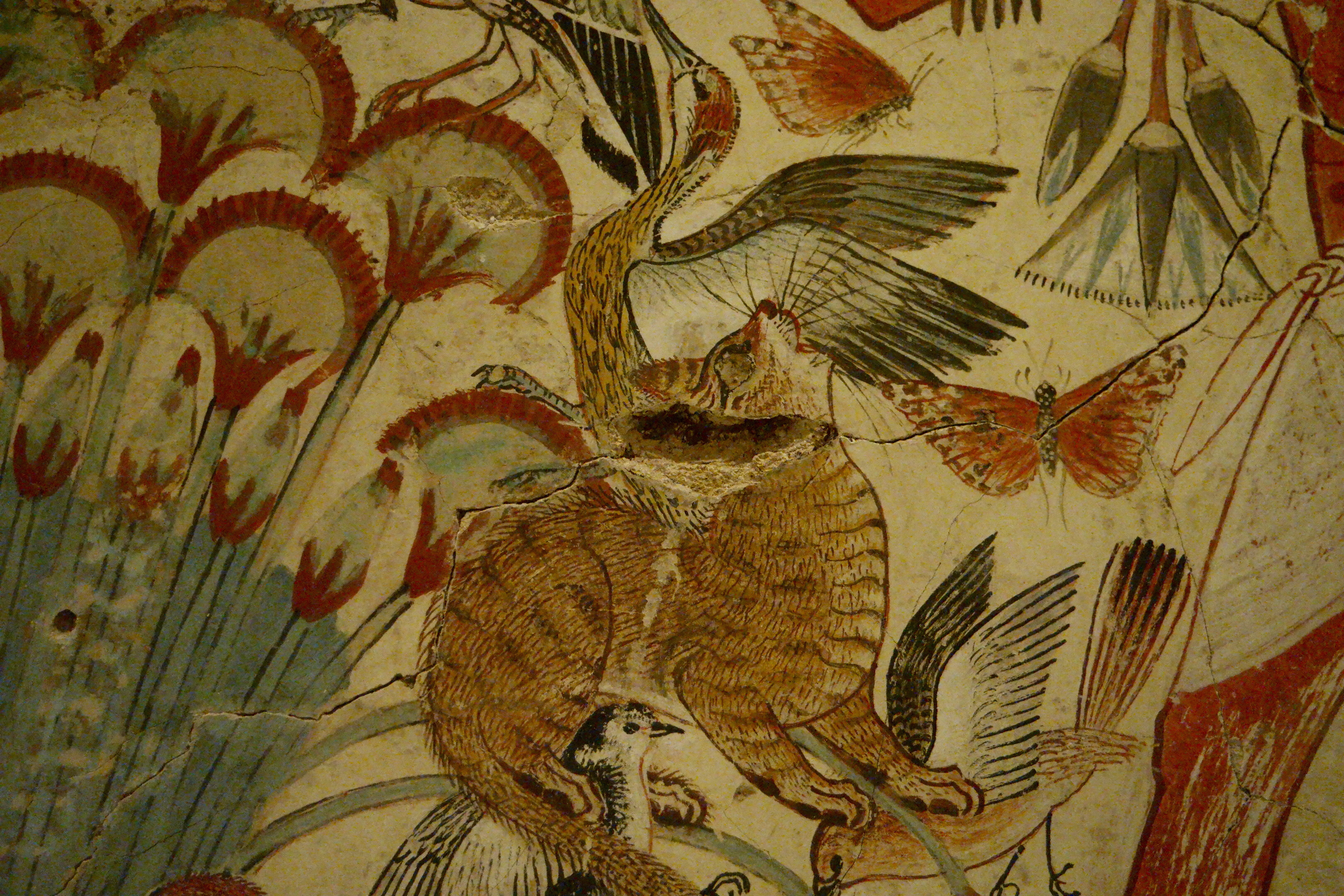
Chat attaquant les oiseaux
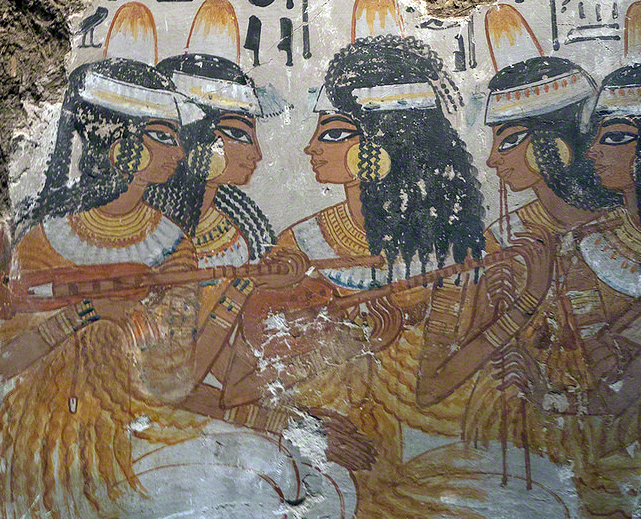
Musiciens jouant du luth.